# Ozodicera macracantha
Ozodicera macracantha är en tvåvingeart som beskrevs av Alexander 1940. Ozodicera macracantha ingår i släktet Ozodicera och familjen storharkrankar. Inga underarter finns listade i Catalogue of Life.